# Uvarovites
Uvarovites is een geslacht van rechtvleugeligen uit de familie sabelsprinkhanen (Tettigoniidae). De wetenschappelijke naam van dit geslacht is voor het eerst geldig gepubliceerd in 1932 door Tarbinsky.

## Soorten
Het geslacht Uvarovites  is monotypisch en omvat slechts de volgende soort:
- Uvarovites inflatus (Uvarov, 1924)